# 環項副䲁
環項副䲁（學名：Parablennius pilicornis），為輻鰭魚綱鳚形目䲁科副䲁屬的一種，分布於東大西洋伊比利半島至納米比亞、地中海、西南大西洋巴西至阿根廷巴塔哥尼亞海域，深度0至25公尺，本魚體延長略側扁，頭部短鈍，眼上方有分支觸鬚，身體上方有9條暗色帶，下方有暗色斑點，頭部下方有2條暗帶，胸鰭顏色從白色到暗白色，背鰭暗色或有許多斑點，背鰭硬棘11-12枚、背鰭軟條18-24枚、臀鰭硬棘2枚、臀鰭軟條20-25枚，體長可達12.7公分，棲息在沿岸陡峭礁石，雌魚產附著性卵，雄魚有護卵行為，幼魚為浮游性，生活習性不明。